# Шиміан (Біхор)
Шиміан (рум. Șimian) — село у повіті Біхор в Румунії. Адміністративний центр комуни Шиміан.
Село розташоване на відстані 459 км на північний захід від Бухареста, 47 км на північ від Ораді, 138 км на північний захід від Клуж-Напоки.

## Населення
За даними перепису населення 2002 року у селі проживали 2569 осіб.
Національний склад населення села:
| Національність | Кількість осіб | Відсоток |
| -------------- | -------------- | -------- |
| угорці         | 2184           | 85,0%    |
| румуни         | 256            | 10,0%    |
| цигани         | 128            | 5,0%     |

Рідною мовою назвали:
| Мова      | Кількість осіб | Відсоток |
| --------- | -------------- | -------- |
| угорська  | 2310           | 89,9%    |
| румунська | 256            | 10,0%    |